# Тереховка (станция)
Терехо́вка (бел. Церахо́ўка) — узловая железнодорожная станция Гомельского отделения Белорусской железной дороги, на линии Гомель — Бахмач. Расположена недалеко от границы с Украиной, поэтому все поезда (кроме пригородных) проходят пограничный и таможенный контроль.
От станции отходит ветка в Круговец-Калинино (станция Круговец).
Открыта по параграфам:
- Б.Продажа билетов на все пассажирские поезда. Прием и выдача багажа не производятся.
- 1. Прием и выдача повагонных отправок грузов, допускаемых к хранению на открытых площадках станций.
- 3. Прием и выдача грузов повагонными и мелкими отправками, загружаемых целыми вагонами, только на подъездных путях и местах необщего пользования.

## Пригородное сообщение
Представлено 7 парами дизель-поездов серий ДР1Б: 3 пары поездов сообщением Гомель — Круговец, 4 пары сообщением Гомель — о. п. Куток (разворот состава происходит на путевом посте 151 км) и 1 пара Гомель — Тереховка. На территорию Украины движение не осуществляется.

## Дальнее сообщение
| № поезда | Маршрут движения       | № поезда | Маршрут движения       |
| -------- | ---------------------- | -------- | ---------------------- |
| 99       | Новоалексеевка — Минск | 100      | Минск — Новоалексеевка |
|          |                        |          |                        |
|          |                        |          |                        |
| 855      | Щорс — Гомель          | 856      | Гомель — Щорс          |